# Harry Crosby (Bankmanager)

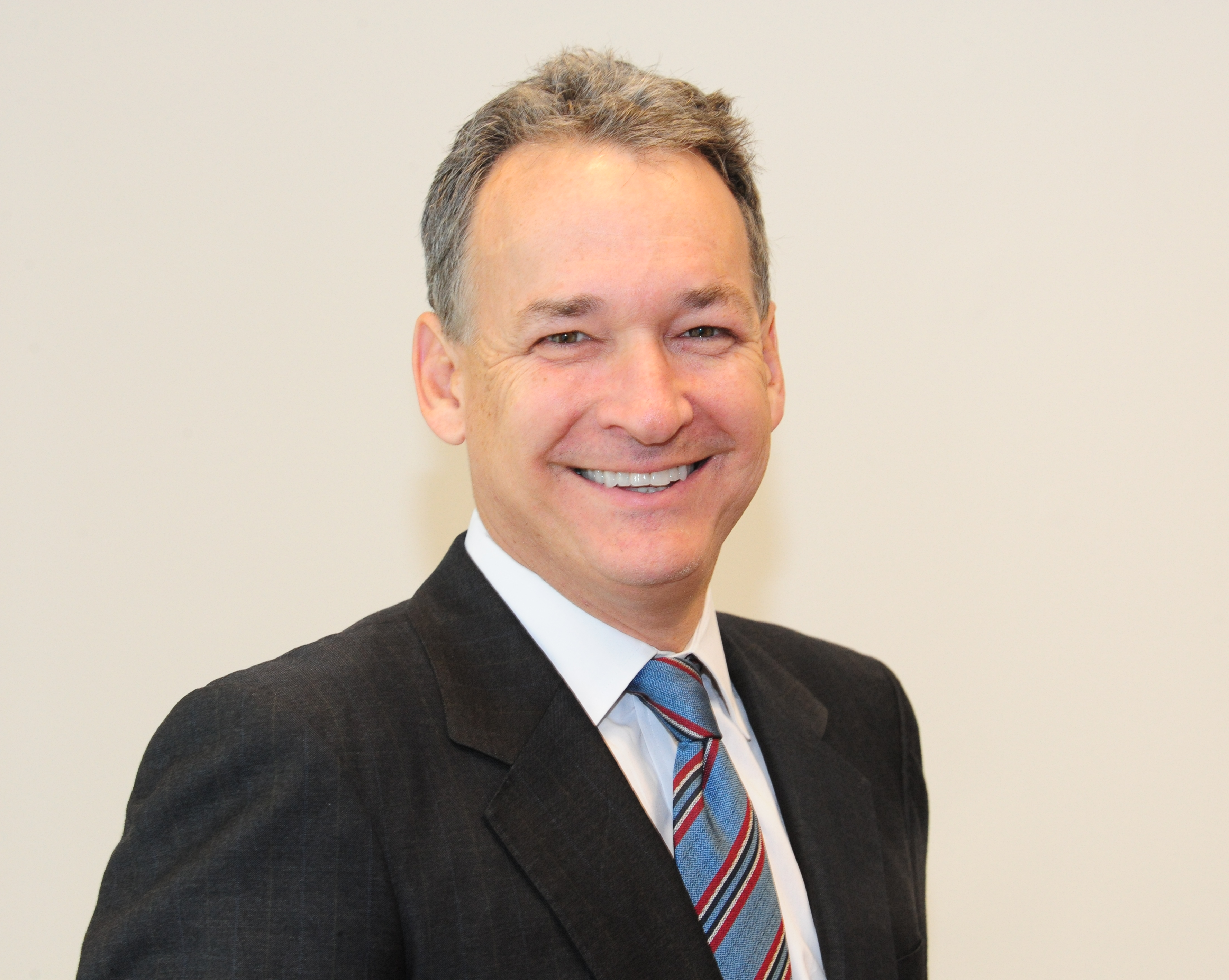
Harry Crosby (2013)

Harry Lillis Crosby III  (* 8. August 1958 in Hollywood, Los Angeles) ist ein US-amerikanischer Investmentbanker und ehemaliger Schauspieler.

## Leben und Wirken
Harry Crosby wurde als fünfter Sohn von Bing Crosby geboren. Er ist das älteste Kind aus Crosbys Ehe mit der Schauspielerin Kathryn Grant und der ältere Bruder von Mary und Nathaniel Crosby sowie der jüngere Halbbruder von Gary, Dennis, Phillip und Lindsay Crosby; er ist der Onkel von Denise Crosby sowie der Neffe von Larry und Bob Crosby.
Bereits als Kind  stand er vor der Kamera und trat an der Seite seines Vaters seit 1970 in zahlreichen Folgen der Fernsehsendung The Bing Crosby Show auf. Von 1977 bis 1980 besuchte Crosby die London Academy of Music and Dramatic Art in London. In Folge war er auch in einigen anderen Film- und Fernsehproduktionen zu sehen: So spielte er 1980 einen der Teenager im Horrorklassiker Freitag der 13. und trat 1984 in einer Folge der Sitcom Double Trouble auf.
Gegen Mitte der 1980er Jahre entschied sich Crosby für eine berufliche Umorientierung und kehrte der Schauspielerei den Rücken. 1985 erwarb er einen Abschluss in Wirtschaftswissenschaften der Fordham University. 1987 begann er seine Karriere als Investmentbanker bei Lehman Brothers in New York City, wo er sich im Laufe der Jahre bis zum Geschäftsführer hocharbeitete. In den 1990er Jahren hatte er führende Positionen bei Merrill Lynch inne, wo er Kunden wie Kohlberg Kravis Roberts & Co., Carlyle Group und Bain Capital betreute.
Auch in den 2000er Jahren wechselte Crosby mehrfach das Unternehmen und war im Laufe der Zeit an verschiedenen großangelegten Investmentgeschäften in Nordamerika und Europa beteiligt.
Crosby ist Vorstandsmitglied des Jazz at Lincoln Centers in New York.